# Rhinelepis
Rhinelepis (лат.) — род лучепёрых рыб из семейства кольчужных сомов, обитающий в Южной Америке. Научное название происходит от греч. rhinos — «нос» и греч. lepis — «чешуя».

## Описание
Общая длина представителей этого рода колеблется от 33 до 40 см. Голова длинная и мощная с крупными костными пластинками. На щеках одонтоды (кожаные зубчики) отсутствуют. Жаберные отверстия довольно большие. Глаза не крупные, расположенные по бокам в верхней части головы. Рот широкий, с короткими усами. Туловище цилиндрическое, покрытый крупными и плотными костными пластинами, на брюхе в меньшей степени. Жировой плавник отсутствует. Грудные плавники удлинены, брюшные плавники короткие и широкие. Анальный плавник широкий, с короткой основой. Хвостовой плавник короткий и очень широкий.
Окраска спины однотонная — тёмно-серая, брюхо белого цвета.

## Образ жизни
Биология изучена недостаточно. Это донные рыбы. Предпочитают жить в пресных и прозрачных водоёмах. Днём прячутся среди камней, коряг или в пещерках. Активны в сумерках и ночью. Питаются преимущественно водорослями, а также водными организмами, реже беспозвоночными.

## Размножение
Самка не делает кладку из икры, а выпускает её в быстрый поток. Родители не заботятся об икре и мальках.

## Распространение
Обитают в бассейнах рек Уругвай, Сан-Франсиску и Парана.

## Классификация
На май 2018 года в род включают 2 вида:
- Rhinelepis aspera Spix & Agassiz, 1829
- Rhinelepis strigosa Valenciennes, 1840